# Paroreomyza flammea
Il kākāwahie (Paroreomyza flammea (Wilson, 1889)) è un uccello passeriforme estinto della famiglia dei Fringillidi.

## Etimologia
Il nome scientifico della specie, flammea, deriva dal latino e significa "fiammante", in riferimento alla colorazione rossa dei maschi: il suo nome comune, invece, deriva dall'hawaiiano e significa "spaccare legna per il fuoco", in riferimento al richiamo di questi uccelli.

## Descrizione

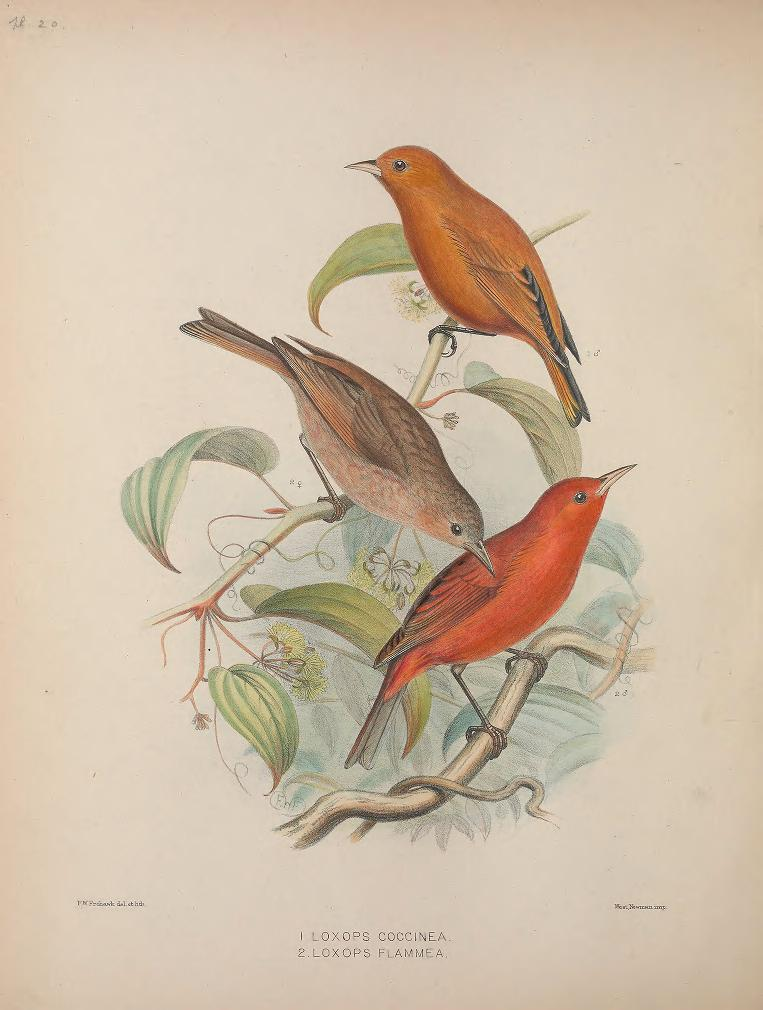
Illustrazione di esemplari dei due sessi (maschi in rosso) e vari gradi di sviluppo.

- Maschio impagliato.
- Femmina impagliata.

### Dimensioni
Questi uccelli misuravano circa 14 cm di lunghezza.

### Aspetto
Si tratta di piccoli uccelli dall'aspetto robusto, con becco sottile e appuntito.

In questa specie era presente un marcato dicromatismo sessuale: i maschi, infatti, erano interamente di colore rosso scarlatto, con tendenza a scurirsi e ad assumere tonalità brune su ali e coda, mentre le femmine si presentavano di colore bruno-rossiccio dorsalmente e giallino ventralmente, con decise sfumature rossicce presenti su gola, remiganti e coda.

## Biologia
Questi uccelli si muovevano da soli o in piccoli gruppi, volando velocemente da una pianta all'altra per perlustrare le cortecce ed i rami alla ricerca di cibo: i maschi, durante quest'attività, vennero descritti dai primi osservatori europei come palle di fuoco semoventi. I vari esemplari si tenevano in contatto fra loro con richiami paragonati al suono di qualcuno che taglia legna in lontananza.

### Alimentazione
La dieta di questi uccelli era essenzialmente insettivora, basandosi su larve di lepidotteri e coleotteri e comprendendo verosimilmente anche nettare.

### Riproduzione
La parte esterna del suo nido era composta principalmente da muschio, e al suo interno venivano deposte due uova.

## Distribuzione e habitat
Il kakawahie era endemico dell'isola hawaiiana di Molokai, dove abitava le aree di foresta pluviale primaria con denso sottobosco e presenza di grossi Myoporum sandwicense dove soleva cercare il cibo. Gli ultimi avvistamenti di questi uccelli si verificarono sugli altipiani nel nord dell'isola.

## Estinzione
Questi uccelli vennero scoperti dagli europei in maniera del tutto casuale, quando l'ornitologo inglese Scott Barchard Wilson si perse nella nebbia e ne avvistò una femmina e due maschi: Wilson raccolse diversi campioni di questi uccelli da mostrare nella madrepatria.
I locali erano da sempre soliti catturare questi uccelli per ottenerne le piume rosse, che venivano utilizzate per ornare i mantelli e i lei degli aliʻi, la nobiltà locale. Il numero di kakawahie, tuttavia, declinò in maniera esponenziale con la colonizzazione europea delle isole, a causa di alcuni fattori che sono risultati determinanti nella riduzione o scomparsa di molte specie autoctone: la distruzione dell'habitat, l'introduzione di specie alloctone che li predavano o ne depredavano i nidi, come maiali, gatti e ratti, e non ultima la particolare sensibilità di questi uccelli alle malattie veicolate dalle zanzare.
Sebbene vi siano stati avvistamenti non confermati di questi uccelli fino agli anni '70, l'ultimo avvistamento attendibile di kakawahie risale al 1963 e venne effettuato nella Pelekanu Valley, sull'altopiano di ʻŌhiʻalele, nel nord di Molokai: la specie è pertanto considerata estinta.